# Creus de terme de Sant Feliu Sasserra
Les creus de terme de Sant Feliu Sasserra són un conjunt de creus de terme del municipi de Sant Feliu Sasserra (Bages), la major part d'elles desaparegudes. Només queden en peu la Creu del Pilar, al sud de la població i la Creu del Puig, al nord, prop del serrat de les Forques.
Les creu de terme desaparegudes són:
- Creu de terme de Santa Magdalena,
- Creu del Pla de la Riba,
- Creu de Gorrians i
- Creu escapçada, que era situada al sud del nucli municipal.

## Galeria

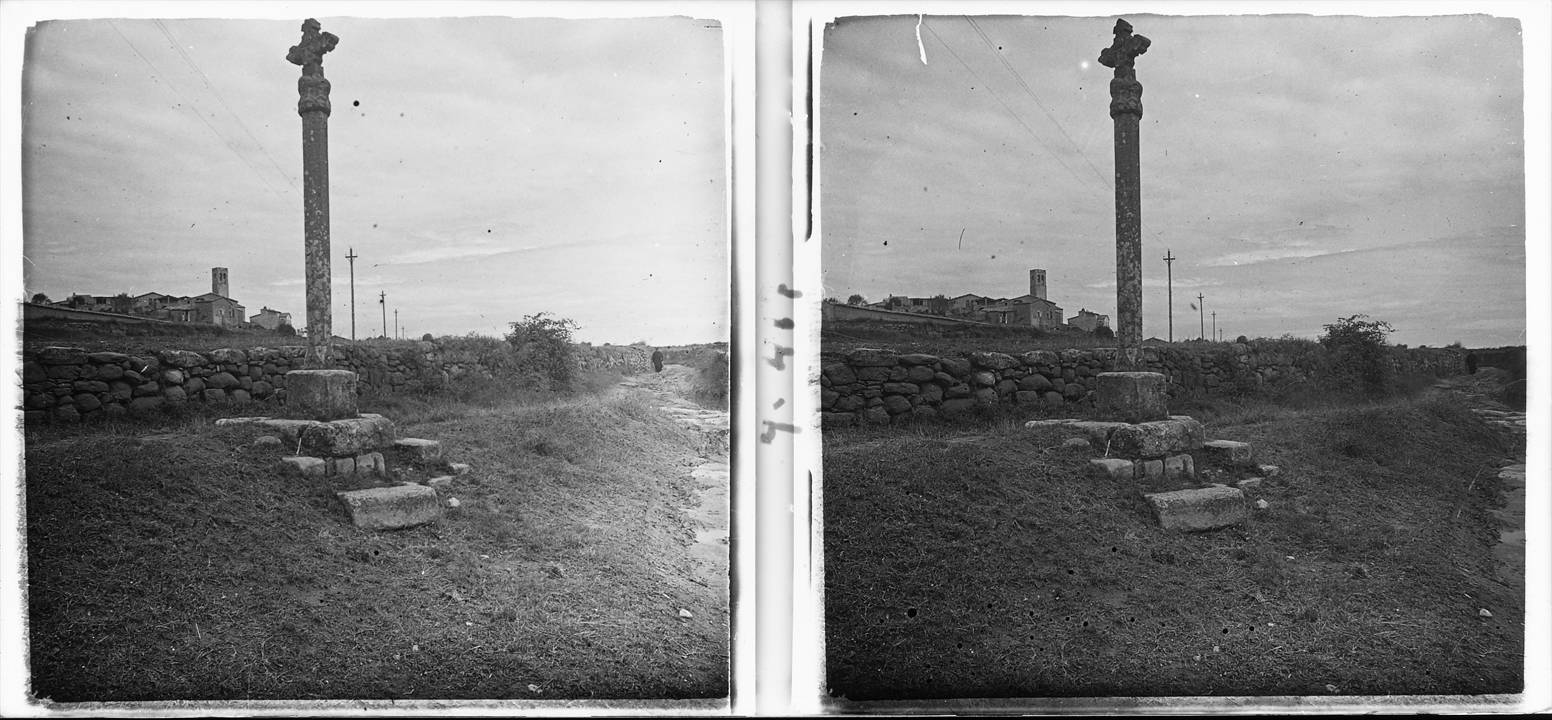
Creu escapçada
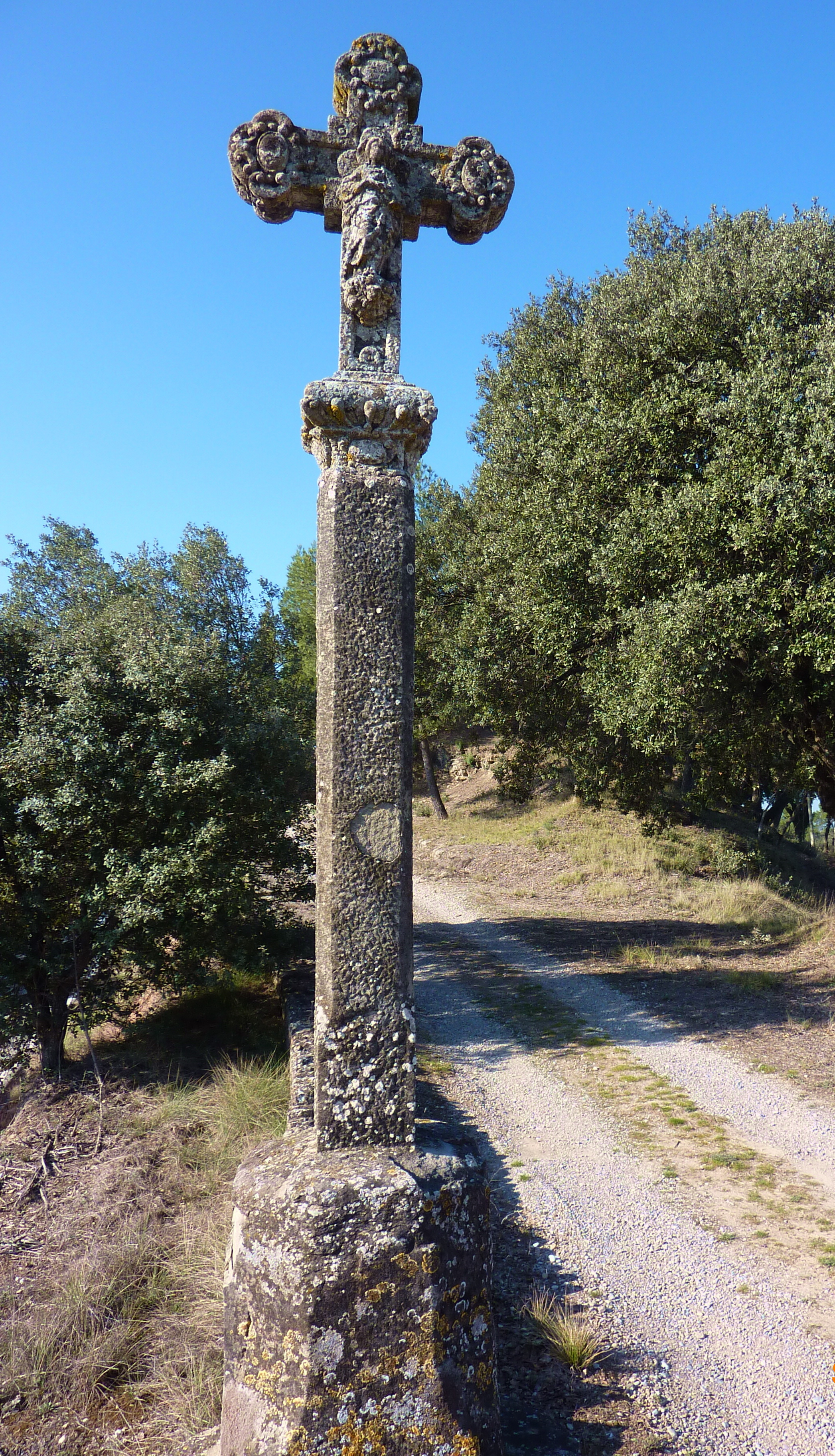
Creu del Pilar